# Сосонка (Охтирський район)
Сосо́нка —  село в Україні, в Охтирському районі Сумської області. Населення становить 320 осіб. До 2019 орган місцевого самоврядування — Староіванівська сільська рада.

## Географія
Село Сосонка знаходиться на правому березі річки Ворскла, вище за течією на відстані 4,5 км розташоване село Зарічне (Тростянецький район), нижче за течією на відстані 1,5 км розташоване село Поділ, на протилежному березі - село Климентове. Річка в цьому місці звивиста, утворює лимани, стариці і заболочені озера. До села примикає великий лісовий масив (дуб). Через село проходить автомобільна дорога Р17.

## Історія
Біля села Сосонка знайдено городище скіфських часів (V-ІІІ ст до н.е.), давньоруське городище і курганний могильник ІХ-ХІІІ ст.
Хутір Сосонка належав охтирському полковнику Олексію Лесевицькому (друга половина XVII століття).

## Населення

### Мова
Розподіл населення за рідною мовою за даними перепису 2001 року:
| Мова            | Кількість | Відсоток |
| --------------- | --------- | -------- |
| українська      | 255       | 92.40%   |
| російська       | 19        | 6.88%    |
| німецька        | 1         | 0.36%    |
| інші/не вказали | 1         | 0.36%    |
| Усього          | 276       | 100%     |

## Пам'ятки
- З часів князів Голіциних збереглося багато будівель, які є окрасою села.
- Природний національний парк «Гетьманський» є справжньою родзинкою села, куди кожні вихідні приїжджають туристи з усієї області.

## Постаті
Голубченко Сергій Іванович (1992—2024) — український військовик, учасник російсько-української війни.